# 比得哥什火車總站

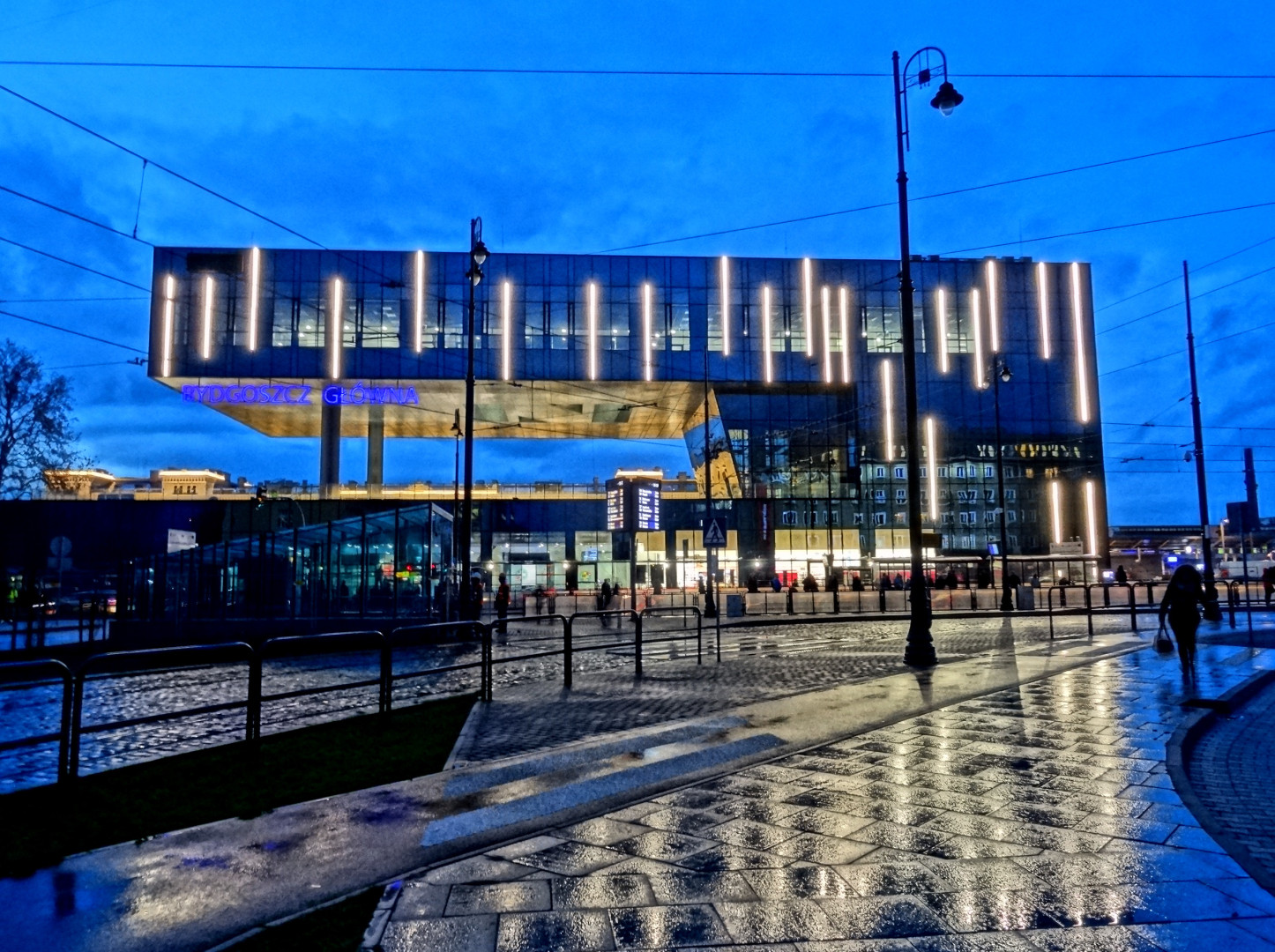
車站夜景

比得哥什火車總站（波蘭語：Bydgoszcz Główna）是波蘭庫亞維-波美拉尼亞省首府之一比得哥什的主要鐵路車站，啟用於1851年。
隨著鐵路和運輸業的發展，車站曾進行多次改建，現今的車站完工於1968年。2013年，以原有建築為基礎，進行了車站的翻新計畫。